# Cantó de Mazières-en-Gâtine
El cantó de Mazières-en-Gâtine és un cantó francès del departament de Deux-Sèvres, situat al districte de Parthenay. Té 12 municipis i el cap és Mazières-en-Gâtine.

## Municipis
- Beaulieu-sous-Parthenay
- Clavé
- La Boissière-en-Gâtine
- Les Groseillers
- Mazières-en-Gâtine
- Saint-Georges-de-Noisné
- Saint-Lin
- Saint-Marc-la-Lande
- Saint-Pardoux
- Soutiers
- Verruyes
- Vouhé

## Història
| Data d'elecció                           | Identitat           | Partit              | Qualitat |
| ---------------------------------------- | ------------------- | ------------------- | -------- |
| 1945-1951                                | M. Pineau           | Divers droite       |          |
| 1951-1964                                | Dr Réyé             | MRP                 |          |
| 1964-1988                                | Georges Bobin       | CD, després UDF-CDS |          |
| 1988-                                    | Jean-Marie Morisset | UDF, després UMP    |          |
| les dades anteriors no són pas conegudes |                     |                     |          |
|                                          |                     |                     |          |

## Demografia
| A partir de 1990: Població sense dobles comptes |